# Docteur Doogie
Docteure Doogie
Docteur Doogie (Doogie Howser, M.D.) est une série télévisée américaine en 97 épisodes de 21 minutes, créée par Steven Bochco et David E. Kelley, produite par la 20th Century Fox Television et diffusée entre le 19 septembre 1989 et le 24 mars 1993 sur le réseau ABC.
Au Québec, la série a été diffusée à partir du 2 septembre 1990 sur le réseau TVA, et en France à partir de novembre 1990 dans l'émission Allô Bibizz ! sur FR3.
Un reboot, Docteure Doogie, est diffusé sur Disney+ depuis le 8 septembre 2021.

## Synopsis
Cette série met en scène Douglas « Doogie » Howser, un adolescent surdoué, diplômé de médecine à l'âge de 14 ans, qui exerce à l’Eastman Medical Center de Los Angeles. Maintenant âgé de 16 ans, il est à la fois confronté aux responsabilités de sa profession et aux problèmes liés à sa propre adolescence.

## Distribution

### Acteurs principaux
- Neil Patrick Harris (VF : Mathias Kozlowski) : Dr Douglas « Doogie » Howser
- James Sikking (VF : Michel Derain) : Dr David Howser
- Belinda Montgomery (VF : Marie-Martine Bisson) : Katherine Howser
- Max Casella (VF : Hervé Rey) : Vinnie Delpino
- Lawrence Pressman (VF : Hervé Caradec) : Dr Benjamin Canfield
- Mitchell Anderson (VF : Bertrand Liebert) : Dr Jack McGuire (saisons 1 et 2)
- Kathryn Layng (en) (VF : Dominique Westberg) : Curly Spaulding
- Lisa Dean Ryan (en) : Wanda Plenn (saisons 1 et 2, récurrente saison 3)
- Lucy Boryer (en) : Janine Stewart (saisons 1 à 3, invitée saison 4)
- Markus Redmond (en) : Raymond Alexander (saisons 2 à 4, invité saison 1)

### Acteurs récurrents et invités
- Perrey Reeves : Cecilia Carelli (saison 3, épisodes 11 et 17)

- Version française
Société de doublage : PM Productions[2]
Direction artistique : Michel Derain[2]

Source VF : Doublage Séries Database

## Épisodes

### Première saison (1989-1990)
1. Pilot
2. The Ice Queen Cometh
3. A Stitch Called Wanda
4. Frisky Business
5. The Short Goodbye
6. Simply Irresistible
7. Vinnie Video Vici
8. Blood and Remembrance
9. She Ain't Heavy, She's My Cousin
10. My Old Man and the Sea
11. Tonight's the Night
12. Every Dog Has His Doogie
13. Doogie the Red-Nosed Reindeer
14. Greed Is Good
15. Attack of the Green-Eyed Monster
16. It Ain't Over Till Mrs Howser Sings
17. Tough Guys Don't Teach
18. I Never Sold Shower Heads for My Father
19. Doogie's Awesome, Excellent Adventure
20. Use a Slurpy, Go to Jail
21. Whose Mid-Life Crisis Is It Anyway?
22. Vinnie's Blind Date
23. And the Winner Is…
24. Breaking Up Is Hard to Doogie
25. The Grass Ain't Always Greener
26. Frankly, My Dear, I Don't Give a Grand

### Deuxième saison (1990-1991)
1. Doogenstein
2. Guess Who's Coming to Doogie's
3. Ask Doctor Doogie
4. C'est La Vinnie
5. Car Wars
6. Doogie Sings the Blues
7. Academia Nuts
8. Revenge of the Teenage Dead
9. Nautilius for Naught
10. Don't Let the Turkeys Get Down
11. Oh Very Young
12. TV or not TV
13. A Woman Too far
14. Presumed Guilty
15. To Live and Die in Brentwood
16. Air Doogie
17. A Life in Progreess
18. My Two Dads
19. Nobody Expects the Spanish Inquisition
20. Fatal Distraction
21. The Doctor, The Wife, Her son, and the Job
22. Planet of the Dateless
23. Doogie's Wager
24. A Kiss Ain't Just a Kiss
25. Dances with Wanda

### Troisième saison (1991-1992)
1. The Summer of '91
2. Doogie Has Left the Building (Part 1)
3. Doogie Has Left the Building (Part 2)
4. It's a Damn Shaman
5. The Cheese Stands Alone
6. Lonesome Doog
7. When Doogie Comes Marching Home
8. Doogstruck
9. Room and Broad
10. Doogiesomething
11. Truth and Consequences
12. It's a Wonderful Laugh
13. Dangerous Reunions
14. Mummy Dearest
15. Double Doogie with Cheese
16. The Show Musn't Go On
17. If This Is Adulthood, I'd Rather Be in Philadelphia
18. What You See Ain't Necessarily What You Get
19. My Father, My Self
20. Educating Janine
21. Sons of the Desert
22. That's What Friends Are For
23. Thank's for the Memories
24. Club Medicine

### Quatrième saison (1992-1993)
1. There's a Riot Going On
2. Look Ma, No Pants
3. Doogie Got a Gun
4. Doogie Doesn't Live Here Anymore
5. The Patient in Spite of Himself
6. To Err Is Human, to Give Up Isn't a Bad Idea
7. Doogie, Can You Hear Me?
8. Nothing Compares 2 U
9. Do the Right Thing… If You Can Figure Out What It Is
10. The Big Sleep… Not!
11. Will the Real Dr Howser Please Stand Up
12. The Mother of All Fishing Trips
13. Roommate with a View
14. Spell It 'M-A-N'
15. It's a Tough Job… But Why Does My Father Have to Do It?
16. The Adventures of Sherlock Howser
17. Love Means Constantly Having to Say You're Sorry
18. You've Come a Long Way, Babysitter
19. Love Makes the World Go 'Round… or Is It Money?
20. Dorky Housecall, M.D.
21. Eleven Angry People… and Vinnie
22. What Makes Doogie Run

## Commentaires
La série a été stoppée après quatre saisons par ABC. Steven Bochco a annoncé plus tard comment il aurait voulu clore l’histoire de son personnage. L’ultime saison de la série aurait montré le jeune médecin désillusionné par son métier, pour finir auteur.